# Jan Skramlík

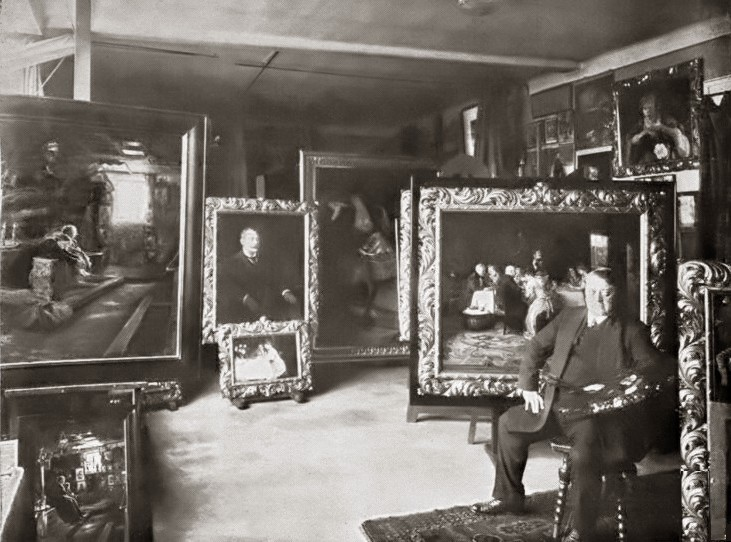
Jan rytíř Skramlík v ateliéru

Jan rytíř Skramlík, křtěný Johann Emilian, uváděn též jako rytíř z Cronreuthu (1. června 1860 Praha – 6. září 1936 Praha), byl český malíř a operní pěvec (člen Národního divadla).

## Život
Jan Skramlík se narodil v Praze, pocházel ze staropražské rodiny. Jeho otec Emilián Skramlík byl podnikatel a komunální politik. V letech 1876-1878 studoval na pražské malířské Akademii. Poté se přesunul na 8 let do Mnichova, kde studoval na Akademii u profesora Wilhelma Lindenschmidta (1829-1895). Kolem roku 1886 odešel do Paříže, kde se seznámil s Václavem Brožíkem. Když se Brožík vrátil jako profesor pražské malířské Akademie do vlasti, stal se Skramlík jeho žákem. Maloval dlouhá léta v jeho atelieru. Studium si prohloubil dvouapůlročním pobytem v Itálii, cestami po jižní Evropě, Německu a Anglii. Kromě malování se věnoval i opernímu zpěvu, kde byl žákem Josefa Lva. V roce 1889 byl angažován jako barytonista do souboru Národního Divadla v Praze. Valná většina hudebních kritiků se však postavila proti jeho údajnému protekčnímu přijetí. Jeho otec E. Skramlík byl mimo jiné i předsedou družstva Národního divadla. Skramlík nakonec v srpnu roku 1892 ze souboru odešel. Během svého téměř čtyřletého účinkování v souboru Národního Divadla vystoupil celkem ve 33 operách. Nadále se plně věnoval pouze malířství. Maloval mimo jiné, náboženské motivy a historické žánry, jimiž se proslavil. V pozdější tvorbě se vrátil k malování portrétů. Jeho obrazy byly často reprodukovány v českých časopisech. Skramlík je zastoupený ve sbírkách Národní galerie v Praze a mnoha dalších galeriích doma i v zahraničí. Vystavoval v Topičově salonu a Rubešově galerii v Praze. Jan rytíř Skramlík zemřel v Praze 6. září 1936 a pohřben je na Olšanských hřbitovech.

### Rodinný život
Dne 11. července 1883 se oženil s Gabrielou Cífkovou, dcerou pražského hoteliéra a vinařského podnikatele Antonína Cífky. Manželství bylo bezdětné.

## Chlebíčky
Jan Skramlík byl rodinným přítelem rodiny Jana Paukerta, majitele známého lahůdkářství na Národní třídě v Praze. Nechával si od něj posílat tzv. malé apetitky (jednohubky). Zdály se mu však příliš drobné a (jak řekl Paukertovi), uvítal by něco většího „alespoň na dvě tři zakousnutí”. Na jeho popud vymyslel Paukert dodnes populární obložené chlebíčky.

## Galerie

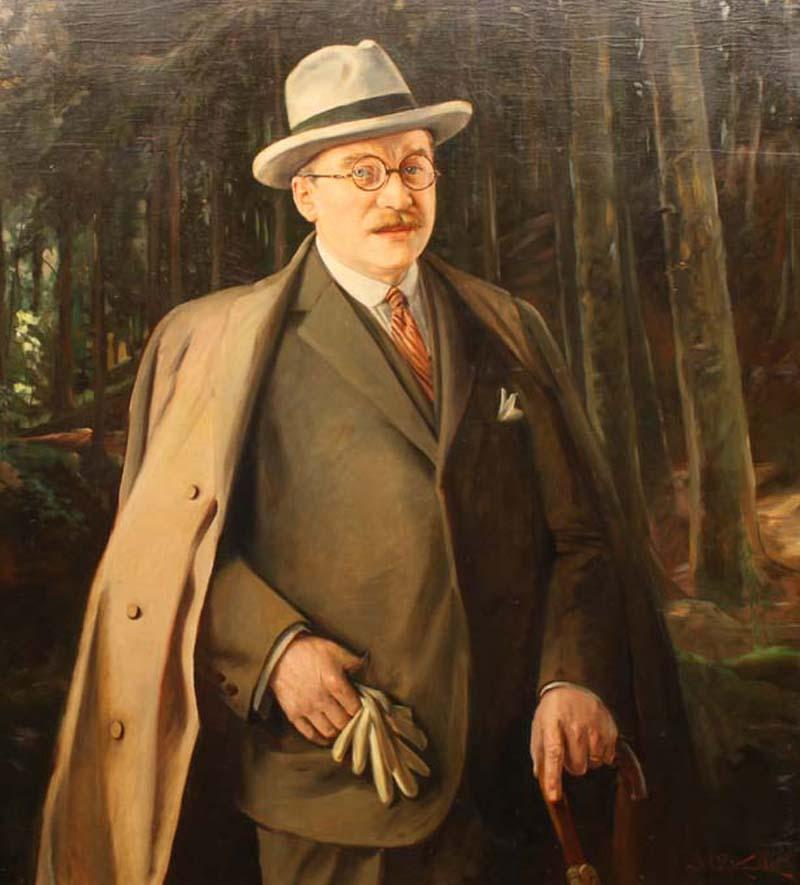
Jan rytíř Skramlík - Muž s pláštěm (1936)
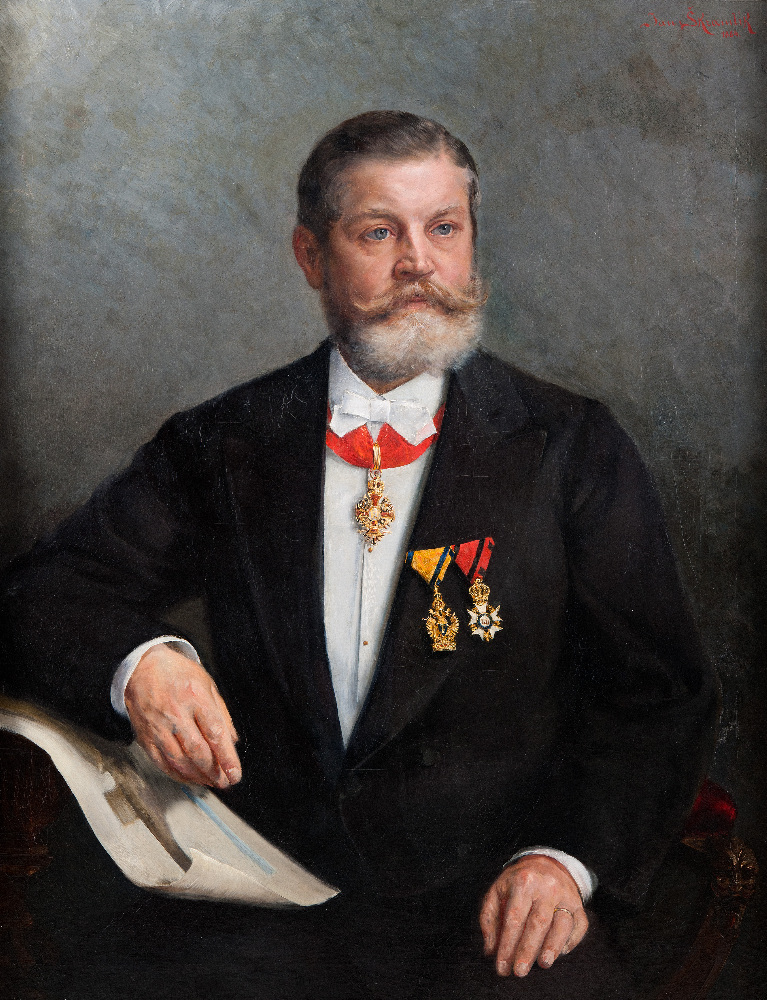
Jan rytíř Skramlík – Portrét Emiliána Skramlíka (1876-1882)
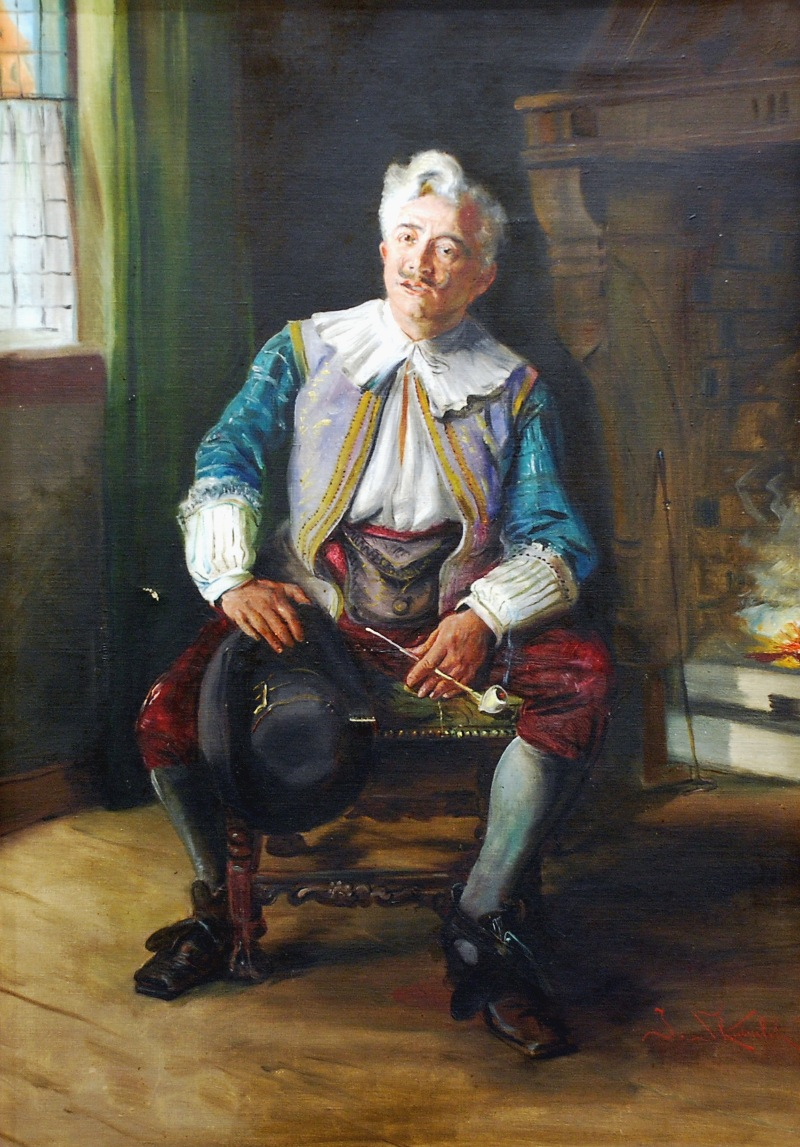
Jan rytíř Skramlík - Šlechtic s lulkou u krbu
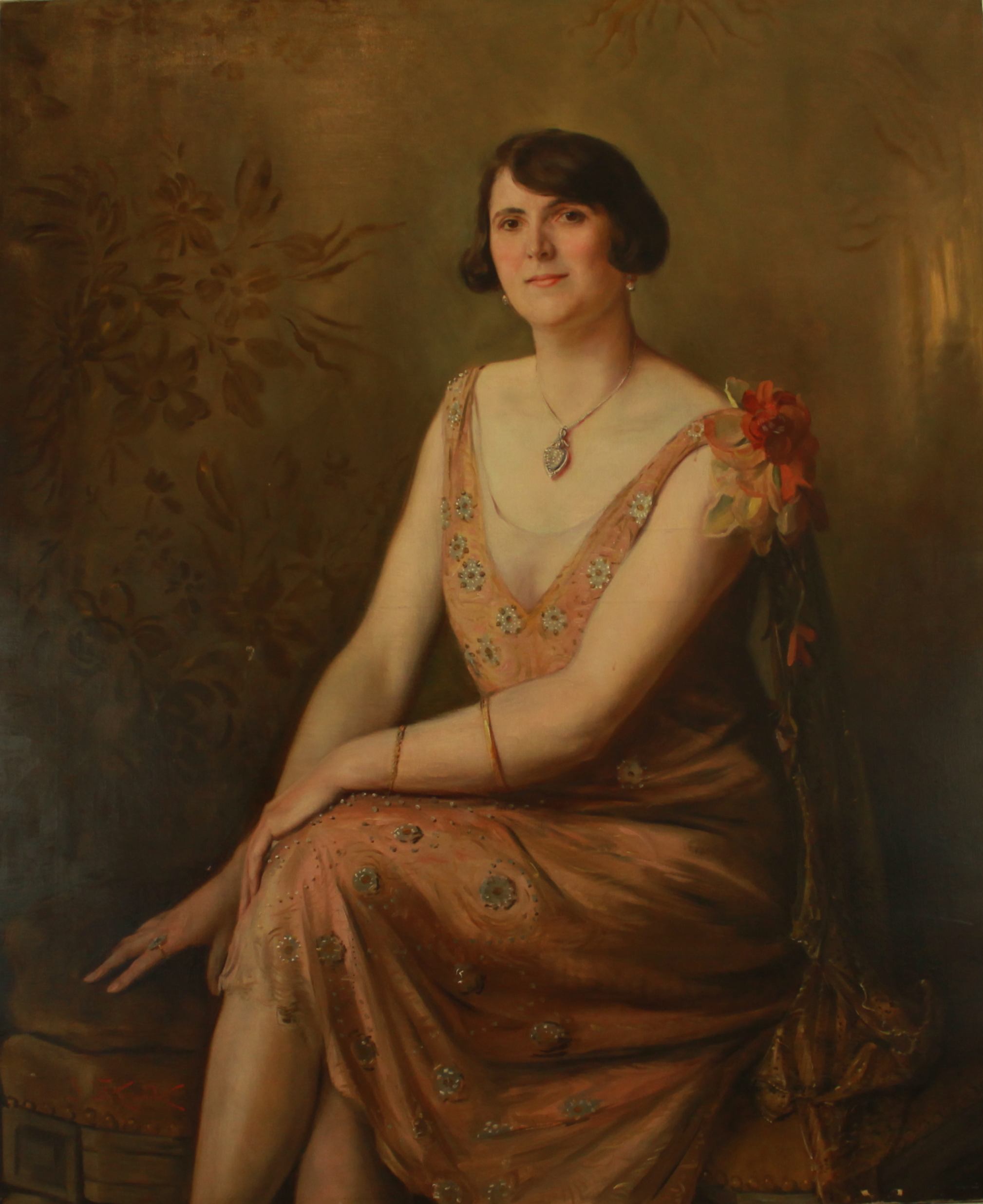
Jan rytíř Skramlík - Portrét sedící ženy s briliantovými šperky
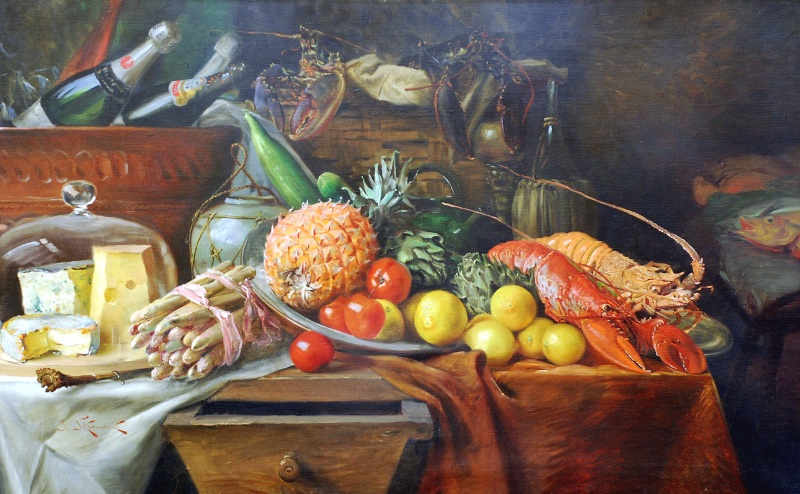
Jan rytíř Skramlík - Zátiší s humry
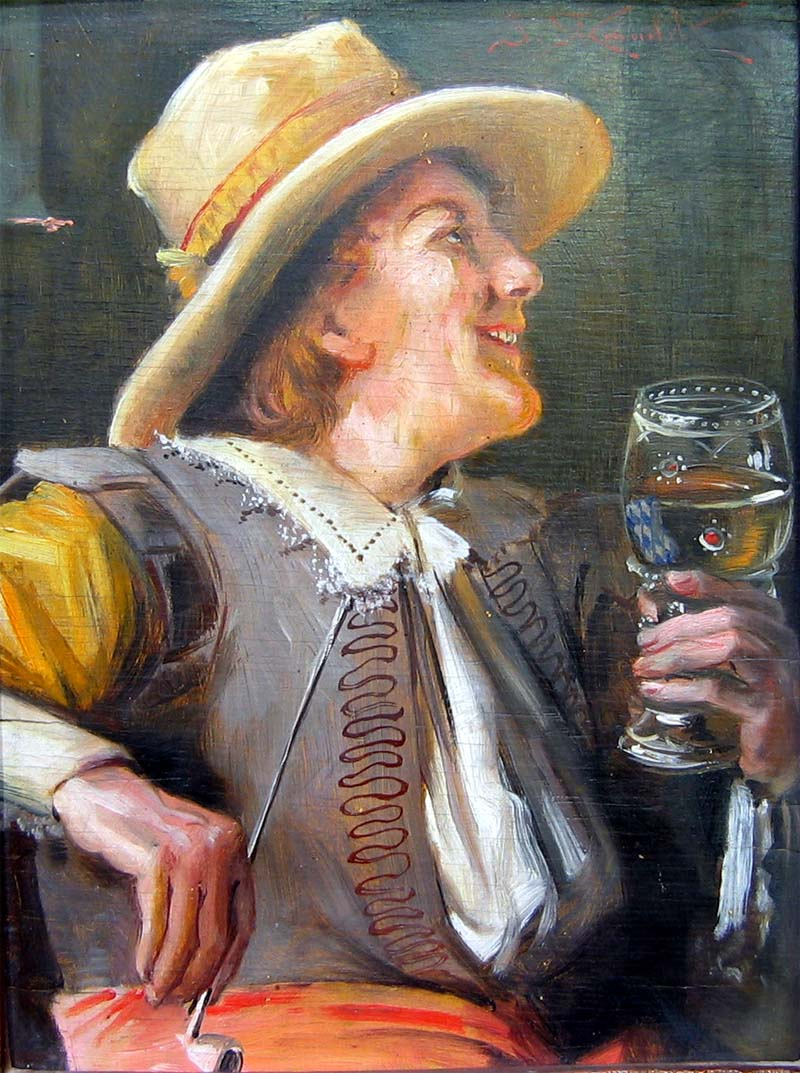
Jan rytíř Skramlík - Piják
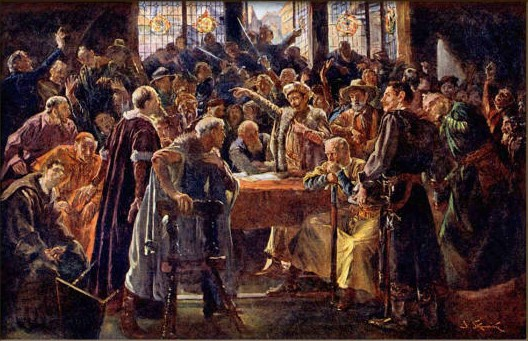
Jan rytíř Skramlík - Čáslavský sněm v červnu 1421
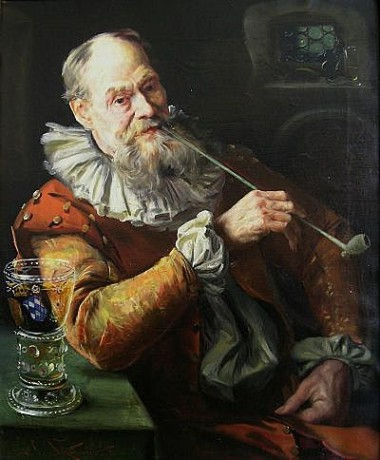
Jan Skramlík - Kuřák
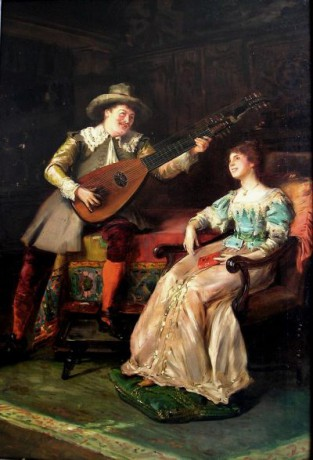
Jan Skramlík - Loutnista
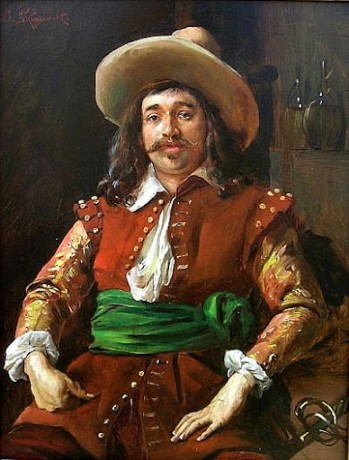
Jan Skramlík - Mušketýr
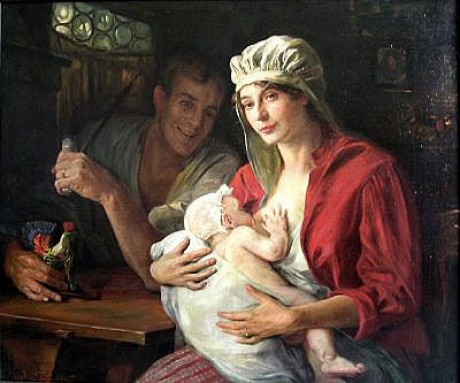
Jan Skramlík - Rodinné štěstí